# Zimmer Group
Zimmer Group mit Sitz in Rheinau-Freistett ist die Dachmarke über den Unternehmen Zimmer GmbH, Zimmer GmbH Kunststofftechnik und Zimmer GmbH Daempfungssysteme. Die einzelnen Unternehmen beschäftigen sich mit Handhabungs-, Linear-, Dämpfungs-, Verfahrens-, Maschinen- und Systemtechnik.

## Geschichte
1980 wurde die Zimmer GmbH Technische Werkstätten in Freistett, was bis heute Firmensitz geblieben ist, von den Brüdern Günther und Martin Zimmer gegründet. Durch die frühe Etablierung in der Entwicklung und Fertigung hochkomplexer Komponenten und Systemlösungen in der Automatisierungs- und Handhabungstechnik wurde aus dem Garagenbetrieb innerhalb von zehn Jahren ein High-Tech-Unternehmen. Kunden waren damals  Unternehmen aus Maschinen- und Anlagenbau sowie der Automobilindustrie.
Im Jahr 1999 begann die Zimmer GmbH Technische Werkstätten eine Zusammenarbeit mit der Sommer-automatic GmbH in Ettlingen, mit der sie dann im Jahr 2013 zur Zimmer GmbH fusionierte.
2004 gründete man das Unternehmen Zimmer GmbH Daempfungssysteme, welches sich auf Dämpfungssysteme spezialisiert. Zu Beginn fokussierte man sich nur auf die Möbelbranche, aber mittlerweile werden auch Komponenten für die Automobilindustrie produziert.
Mit der Zimmer GmbH Kunststofftechnik gründete man 2007 ein weiteres eigenständiges Unternehmen, das Serienbauteile in Metall, Kunststoff und Elastomeren herstellt.
2008 erweiterte man das Betriebsgelände in Freistett, jedoch etwas vom ursprünglichen Werk entfernt, um 11.500 m².
2014 baute man die Unternehmensstruktur um, indem erst einmal die Sommer-automatic GmbH und die Zimmer GmbH Technische Werkstätten zur Zimmer GmbH verschmolzen. Zusammen mit der Zimmer GmbH Dämpfungssysteme und der Zimmer GmbH Kunststofftechnik bildet sie seither die neu gegründete Zimmer Group.